# نيل مارتن (لاعب كريكت)
نيل مارتن (19 أغسطس 1979 في المملكة المتحدة - ) (بالإنجليزية: Neil Martin)‏ هو لاعب كريكت بريطاني. لعب مع نادي مقاطعة ميدلسكس للكريكت ‏.

## وصلات خارجية
- نيل مارتن على موقع إي آس بي آن كريك إنفو (الإنجليزية)